# FIRA Women's European Championship División B 2000
El FIRA Women's European Championship División B de 2000 fue la primera edición del torneo femenino de rugby.

## Equipos participantes
- Flandes
- Selección femenina de rugby de Alemania
- Selección femenina de rugby de Países Bajos

## Desarrollo

### Posiciones
| Pos. | Equipo       | Encuentros | Encuentros | Encuentros | Encuentros | Tantos  | Tantos    | Tantos     | Puntos Totales |
| Pos. | Equipo       | jugados    | ganados    | empatados  | perdidos   | a favor | en contra | diferencia | Puntos Totales |
| ---- | ------------ | ---------- | ---------- | ---------- | ---------- | ------- | --------- | ---------- | -------------- |
| 1    | Flandes      | 4          | 3          | 0          | 1          | 18      | 14        | +4         | 6              |
| 2    | Países Bajos | 4          | 2          | 0          | 2          | 22      | 15        | +7         | 4              |
| 3    | Alemania     | 4          | 1          | 0          | 3          | 16      | 27        | -11        | 2              |

### Partidos
| 8 de mayo | Países Bajos | 12 - 5 | Alemania |  |  |

| 8 de mayo | Flandes | 8 - 6 | Alemania |  |  |

| 8 de mayo | Flandes | 5 - 0 | Países Bajos |  |  |

| 10 de mayo | Países Bajos | 7 - 0 | Alemania |  |  |

| 10 de mayo | Alemania | 5 - 0 | Flandes |  |  |

| 8 de mayo | Flandes | 5 - 3 | Países Bajos |  |  |